# Sienna West
Sienna West, geboren als Veronica Teixeira Weinstock (Orange (Californië), 6 november 1977), is een voormalig Amerikaanse pornoactrice en erotisch danseres. Tussen 2007 en 2012 was ze actief in de porno-industrie. 

## Persoonlijk leven
Sienna West werd geboren in Orange, Californië. Haar ouders zijn oorspronkelijk afkomstig uit Uruguay. West verhuisde naar Miami in Florida toen ze tien jaar oud was. Hier deed ze mee aan bikiniwedstrijden. Later werkte ze nog in een kledingwinkel en was ze serveuse bij Hooters.

## Carrière
Sienna verhuisde terug naar Californië om aan haar carrière in de porno-industrie te beginnen. Eerst werkte ze negen jaar als erotisch danseres in tal van clubs in Los Angeles. Hier leerde ze mensen en vrienden kennen die in de porno-industrie actief waren. Vervolgens speelde West haar eerste scène in 2007. Ze werkte voor grote bedrijven zoals Vivid, Brazzers, Penthouse, Digital Sin, Adam & Eve, Bang Productions en Evil Angel. In haar debuutjaar won ze de Adam Film Award for MILF of the Year. In 2012 speelde ze haar laatste seksscène.

## Prijzen en nominaties
| Jaar | Prijs                       | Resultaat   | Categorie               | Voor haar optreden in |
| ---- | --------------------------- | ----------- | ----------------------- | --------------------- |
| 2007 | Adam Film World Guide Award | Gewonnen    | Milf van het jaar       | n.v.t.                |
| 2008 | AVN Award                   | Genomineerd | MilfCougar van het jaar | n.v.t.                |
| 2008 | CAVR Award                  | Genomineerd | Milf van het jaar       | n.v.t.                |

## Filmografie (eindjaar 2012)
- Lesbian Spotlight: Sophie Dee (2012)
- My Friend's Hot Mom 32 (2012)
- My MILF Boss 7 (2012)
- Tit-illation (2012)
- Tug Jobs 24 (2012)